# Камино-Реаль-де-Тьерра-Адентро
Камино-Реаль-де-Тьерра-Адентро (исп. El Camino Real de Tierra Adentro, букв. «Королевская дорога внутренних земель») — исторический памятник, дорога, проходящая по территории Мексики и США, общей протяжённостью около 2560 км. Проходит от Мехико до Санта-Фе.
В середине XVI века открытие серебряных месторождений и дальнейшая колонизация вице-королевства Новая Испания к северу от Мехико, способствовали созданию единого тракта, связывающего основные горнодобывающие города Новой Испании, такие как Сакатекас, Пачука-де-Сото, Сантьяго-де-Керетаро, Гуанахуато, Фреснильо, Сан-Луис-Потоси, Минераль-дель-Монте, Чиуауа, Парраль и многие другие. Эта дорога не только служила для транспортировки добытого серебра в Мехико, столицу вице-королевства, но также служила важнейшей торговой артерией, ставшей основой для развития и роста новых поселений вдоль дороги, выраставших из асьенд, пресидио и постоялых дворов, которые становились опорными пунктами для путешественников, движимых открытием новых месторождений полезных ископаемых, а в дальнейшем и торговлей.
Участок длиною 646 км, проходящий по территории США, 12 октября 2000 года был объявлен национальной исторической дорогой (National Historic Trail).
В августе 2010 года мексиканский участок протяжённостью 1400 км включён в список Всемирного наследия ЮНЕСКО — от Мехико до поселения Валье-де-Игнасио-Альенде. Помимо самой дороги объектами охраны является множество церквей, мостов, исторических поселений, расположенных вдоль дороги.

## История
В апреле 1598 года передовой отряд солдат потерялся в пустыне, на севере современной Мексики, в поисках лучшего пути к реке Рио-Браво. Один пленный индеец, которого звали Момпиль начертил на песке карту единственного безопасного пути, который вскоре сформирует часть Камино Реаль де Тьерра Адентро. Именно в том году, когда эта группа, возглавляемая уроженцем Новой Испании Хуаном де Оньяте, объединила и расширила тракт до поселения, что сейчас является городом Санта-Фе, столицей тогдашней провинции Новая Мексика, в то время, частью Новой Испании.
Исторические периоды:
- 1598—1680 — Хуан де Оньяте и его последователи прокладывают путь от деревни к деревне
- 1680—1693 — восстание индейцев-пуэбло, изгнание испанцев на 13 лет
- 1693—1821 — возвращение испанцев, использование дороги для коммерции, развития культуры, войны
- 1821—1880 — получение Мексикой независимости, развитие торговли
- 1846—1848 — Американо-мексиканская война, отход северных территорий к США
- 1880-е — появление железной дороги